# Regeneración en planarias
La regeneración en planarias son metazoos bilaterados acelomados cuya asombrosa capacidad regenerativa ha sido ampliamente investigada debido a sus potenciales aplicaciones clínicas y biotecnológicas. La regeneración de las planarias es básicamente epimórfica ya que depende de la proliferación de los neoblastos (células madre pluripotentes) y la formación de un blastema de regeneración donde se diferencian las estructuras que tienen que ser regeneradas. Al mismo tiempo, y dependiendo del fragmento regenerante, hay una remodelación de los tejidos preexistentes a fin de que la planaria regenerada tenga unas proporciones corporales correctas. Esta remodelación se ha llamado clásicamente morfalaxis. Recientemente, se ha propuesto que la regeneración de las planarias es de tipos intercalar

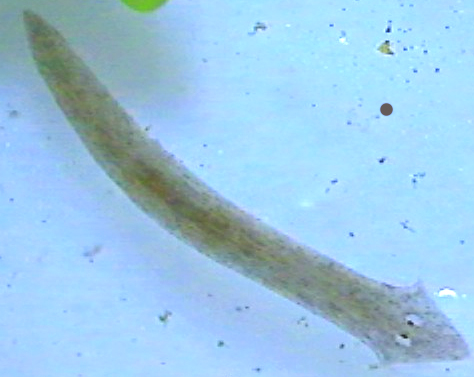
Fotografía de una planaria sana.

## Herida y formación del blastema
Cuando la planaria es herida, o ha perdido alguna parte de su cuerpo, la respuesta inmediata es minimizar el área de la herida mediante contracciones musculares y protegerla por medio de una secreción mucosa de los rabditos (células secretoras del epitelio), probablemente con implicaciones inmunológicas. Posteriormente a este proceso primario, el epitelio de la planaria recubrirá la herida y pasado un tiempo (aproximadamente 30 minutos) surgirá un tejido semitransparente llamado blastema, que es la región en donde comenzará el proceso de reconstrucción de órganos y estructuras del animal. Se ha demostrado experimentalmente que la formación del blastema necesita tanto de la reestructuración del epitelio que rodea la herida como de la proliferación de neoblastos ya que, debido a que estos últimos mueren debido la radiación, las planarias que han sido sometidas a un tratamiento de irradiadiación con rayos X comienzan a formar un blastema incipiente, pero pasados unos días este tejido se reabsorbe y el individuo muere.
Estudios recientes han demostrado que los neoblastos no sólo comienzan un proceso de proliferación celular (mediante inmunodetección y cuantificación de Histona H3 fosforilada en la serina 10) sino que hay una migración de dichas células al blastema; las cuales, mediante procesos de diferenciación celular, darán lugar a las estructuras perdidas. Se hipotetiza que dichos fenómenos están disparados por dos eventos de señalización, el primero de los cuales estimula la replicación celular de los neoblastos a lo largo de todo el cuerpo, seguido de otro que produce un reclutamiento local de estos para la reparación del organismo. Aunque los fenómenos concernientes a la regeneración de las planarias han sido estudiados en detalle durante mucho tiempo (los primeros hallazgos en el tema datan del siglo XVIII) aún hay pocas luces sobre los procesos que disparan la proliferación de neoblastos, su migración al sitio de la herida y el automantenimiento de su estado pluripotente.

## Especificación de la identidad de tejidos y crecimiento
Al momento de regenerar órganos es necesario que haya una especificación de las estructuras que necesitan ser regeneradas, así como su tamaño y la dirección. Investigaciones recientes han mostrado el papel que juegan los gradientes de morfógenos en el re-patronamiento del cuerpo y la proporcionalidad de los tejidos que serán producido. Al estudiar más de cerca el papel de las vías de señalización celular, se ha encontrado que las rutas Wnt/β-catenina y la de la Proteína morfogénica ósea (BMP) se encuentran involucradas en la definición del eje anteroposterior y el dorsoventral, respectivamente. Se ha investigado también el papel del Factor de crecimiento de fibroblastos FGF en la formación y delimitación del ganglio cerebral.

## Wnt/β-catenina en regeneración y definición del eje anteroposterior
Las proteínas Wnt son factores solubles que se adhieren a un tipo de proteína transmembranal de la familia de Frizzled, inhibiendo el complejo de degradación de la β-catenina, lo cual permite que esta se acumule en el citoplasma y pueda acceder al núcleo celular, activando factores de transcripción, como Tcl/Lef y estimulando, finalmente, la expresión de diversos tipos de genes. En el contexto de la definición de tejidos de planarias, se encontró que el silenciamiento gradual del gen Smed-βcatenin1 (β-catenina 1 de Schmidtea mediterránea) en individuos sanos por medio de dsRNA produjo fenotipos aberrantes que tomaban características cada vez más cefálicas dependiendo de la efectividad de la inhibición, llegando al extremo de la hipercefalización cuando el silenciamiento del gen fue total. Complementariamente, se encontró que el silenciamiento de la expresión, en forma de gradiente decreciente desde el extremo posterior del individuo) de Smed-WntP-2 y Smed-Wnt11-2 en individuos sanos, daba origen a planarias con dos cabezas o planarias sin cola. Se presume que en el contexto de la regeneración, debe existir un gradiente mínimo de expresión de Wnt para que el fragmento pueda regenerar exitosamente un individuo normal, un fragmento más pequeño podría dar lugar a una planaria con dos cabezas o dos colas. Un estudio de Petersen y Reddien (2009) sugiere que la expresión en gradiente de Wnt que da lugar a la definición de la polaridad anteroposterior, no es una condición permanente sino que es inducida al momento en que la planaria sufre una herida

### Grupos de investigación en regeneración de planarias
- Mecanismos moleculares de la regeneración de planarias. Laboratorio de Phil Newmark (Inglés)
- Laboratorio de regeneración de planarias de Emili Saló (Inglés)
- Investigación en regeneración. Laboratorio de Alejandro Sánchez-Alvarado (Inglés)
- Laboratorio de regeneración de Peter Reddien (Inglés)
- Laboratorio de Biología molecular del desarrollo. Kiyokazu Agata (Inglés)
- Laboratorio de Néstor Oviedo (Inglés)
- Laboratorio de Michael Levin (Inglés)
- Laboratorio de Francesc Cebrià

- Datos: Q6103714